# بيبي الثاني
پيپي الثاني نفر كا رع (2278 ق.م - 2184 ق.م)كان فرعون من السلاله السادسة في المملكة المصرية القديمة.
بعد وفاة مري أن رع تولي الحكم أخوه الملك بيبي الثاني. الذي ذكر عنه مانيتون أنه وصل إلى العرش وعمره 6 سنوات بعد وفاة والده وأنه حكم 94 عاما وأن أمه كانت الوصية عليه كما أن خاله الأمير «جاو» ووزير في نفس الوقت صاحب اليد العليا في تصريف أمور البلاد.
عموما يعد حكم پيپي الثاني أطول فترة حكم لعاهل في التاريخ 94 (2278—2184)، على الرغم من أن هذا الرقم متنازع عليه من قبل بعض علماء المصريات الذين يؤيدون عهد أقصر مدة 64 عاما.

## الحملات
ارتبط اسم هذا الملك بالحملات التي كان يرسلها الي الجنوب بقيادة حكام الفنتين. اشهرهم «حرخوف» و«بيبي-نخت» و«ميخو»
كانت مصر في هذه الفترة في حاجة الي ملك قوي يكون له من النفوذ والسلطان ما يكبح بهما جماح حكام الأقاليم الذين ضعف ولاءهم للحكومة المركزية وأصبح ولاءهم الحصول علي مزيد من السلطة والمال دون إهتمام بأحوال رعيتهم ولكن الملك بيبي لم يكن قوياً وبالتالي لم يكن قادراً علي تصريف الامور وأخذ حكام الأقاليم يسلبونه سلطاته ما أمكنهم ذلك.
في ظل هذه الظروف عمت الفوضي أرجاء البلاد ولم يكن هناك من ضحية سوي العامل والفلاح الذين ذقوا الأمرين وما أن واتتهم الفرصة للتعبير عما تجيش به صدروهم حتي قاموا بثورة اجتماعية عارمة رافضين كل ما في المجتمع من ظلم وفساد.

## نهاية الاسرة السادسة
إنتهت الأسرة السادسة بحكم ملكة تُدعي «نيت - أقرت» أو «نيتوكريس» التي ذكر مانيتون أنها حكمت عامين من الزمن، وحُكي حول هذه الملكة الكثير من الأساطير التي وصفتها بأنها كانت أجمل نساء عصرها وبأنها بانية الهرم الثالث. كما وذكر هيرودوت بأنها تولّت حكم البلاد، ثم انتحرت بعد إنتقامها ممن قتلوا أخاها ليضعوها مكانه. مع نهاية حكم هذه الملكة، انتهى عصر الأسرة السادسة وانتهي معها واحد من أزهى عصور مصر القديمة ألا وهو عصر الدولة القديمة. وقبل الأنتقال إلى الحقبة التاريخية التالية، من الجدير التوقف لبعض المظاهر البارزة المتصلة بهذه الفترة وهي اللامركزية وسلطات حكام الأقاليم وعلاقات مصر بالجنوب وأخيرًا الثورة الاجتماعية.